# 3649 Guillermina
3649 Guillermina è un asteroide della fascia principale. Scoperto nel 1976, presenta un'orbita caratterizzata da un semiasse maggiore pari a 3,1447081 UA e da un'eccentricità di 0,0471273, inclinata di 7,16271° rispetto all'eclittica.
L'asteroide è dedicato all'argentina Maria Guillermina Martin de Cesco, vedova dell'astronomo Carlos Ulrrico Cesco nonché madre di Mario Reynaldo Cesco.